# The Beasts

The Beasts (galicisk originaltitel: As bestas) er en galicisk dramafilm og thriller fra 2022, der er instrueret af Rodrigo Sorogoyen. Filmen omhandler et idealistisk fransk ægtepar, der flytter langt ud på landet i den galiciske provins for at leve miljørigtigt, men bliver indviklet i en strid med deres nye naboer, et brødrepar, hvis familie har boet på stedet i generationer. Der tales fransk, galicisk og castiliansk i filmen.

## Handling
Det idealistiske franske ægtepar Antoine (Denis Ménochet) og Olga (Marina Foïs) flytter langt ud på landet i Galicien for at dyrke økologiske grøntsager. De bliver imidlertid involveret i stridigheder med naboerne, som er to brødre, hvis familie har levet på egnen i generationer. Brødrene lever fra hånden til munden med deres tavse mor spøgende i baggrunden. Brødrene hader de nye naboer for deres fine fornemmelser og idealisme.

## Medvirkende
- Denis Ménochet som Antoine[2]
- Marina Foïs som Olga[2]
- Luis Zahera som Xan[3]
- Diego Anido som Lorenzo[2]
- Marie Colomb som Marie
- Machi Salgado
- Luísa Merelas

## Modtagelse

### Spanien
Filmen blev den store vinder ved uddelingen af de spanske Goya-filmpriser i 2023. Her ryddede filmen bordet med hele 9 priser.

### Storbritannien
Den britiske avis The Guardian gav filmen fem stjerner og roste især skuespillet, som anmelderen mente var fænomenalt.

### USA
På det amerikanske websted Rotten Tomatoes, der opsummerer amerikanske mediers filmanmeldelser, var 68 af de 69 indsamlede anmeldelser positive.